# Facultad de Derecho de la Pontificia Universidad Católica de Valparaíso
La Facultad de Derecho de la Pontificia Universidad Católica de Valparaíso es una de las nueve facultades de dicha universidad. Se encuentra integrada por una sola unidad académica, la Escuela de Derecho, y solo imparte esa carrera. Es la tercera escuela de Derecho más antigua de Chile y la primera fuera de la capital, siendo considerada una de las Escuelas de Derecho de mayor prestigio del país. Tiene su sede en la Casa Central de la PUCV, en la ciudad de Valparaíso.
El Ranking de universidades Chile 2017 de AméricaEconomía la ubicó como la segunda mejor escuela de Derecho a nivel nacional, mientras que el ranking QS Law 2016 la ubica entre las 100 a 150 mejores escuelas del mundo.

## Historia

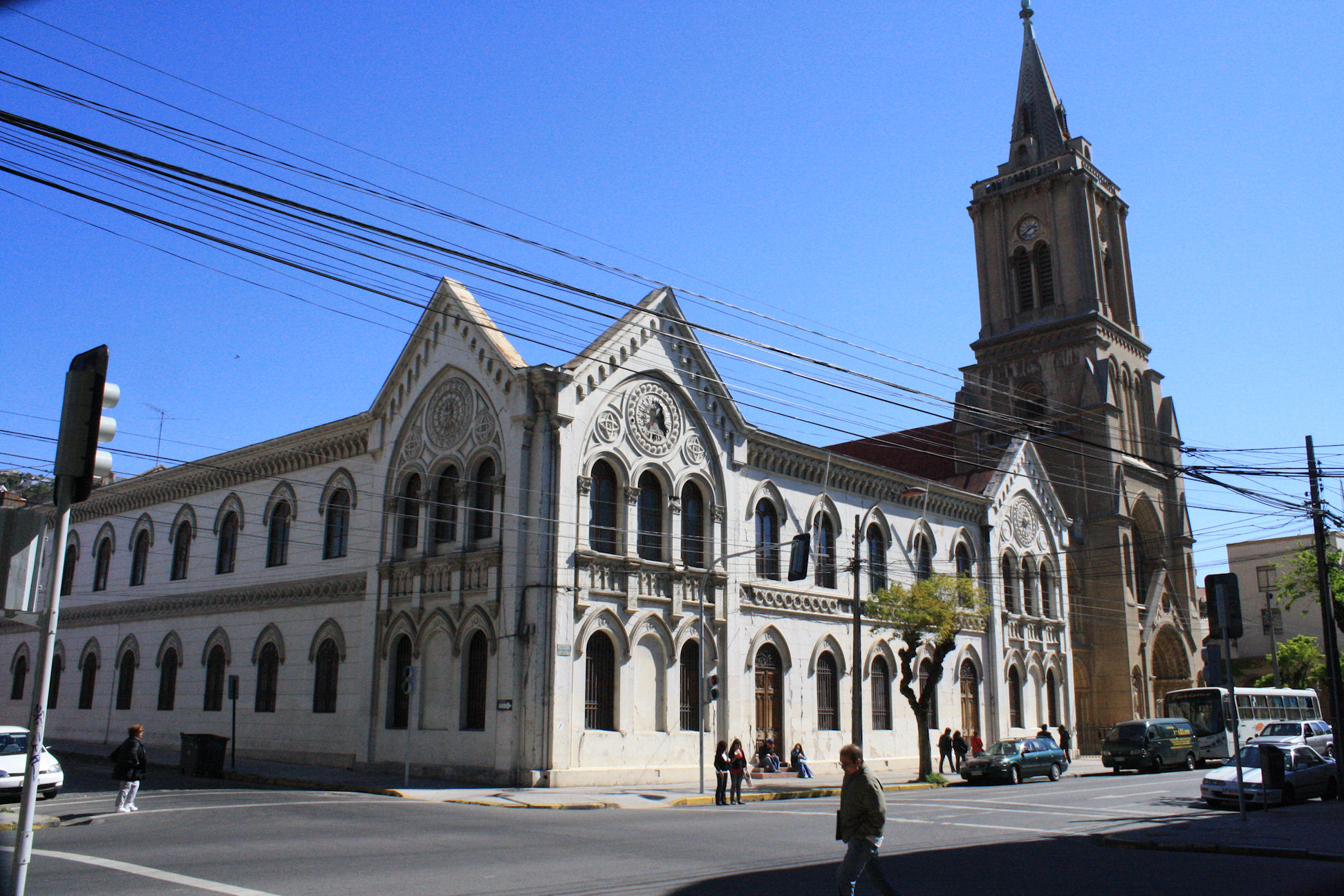
Antigua sede del Colegio de los Sagrados Corazones, en donde funcionó el Curso de Leyes.

La Escuela de Derecho fue fundada el 2 de abril de 1894 -cuando aún no existía la Universidad- como el Curso de Leyes de los Sagrados Corazones de Valparaíso, por iniciativa de dicha congregación, recogiendo la necesidad de la ciudad de Valparaíso por contar con estudios de derecho, particularmente luego de la creación de la Corte de Apelaciones de Valparaíso en 1893.
La Pontificia Universidad Católica de Valparaíso se creó oficialmente el 15 de marzo de 1928 por decreto del Obispo Eduardo Gimpert Paut, con dos facultades: Industrias y Ciencias Aplicadas; y Comercio y Ciencias Económicas. El proyectado plantel no contemplaba la carrera de Derecho,
sino que fue concebido como Instituto Superior Técnico-Comercial. Además, la ciudad ya contaba con un curso de leyes de renombre y de orientación católica. El Curso de Leyes de los Sagrados Corazones no fue incorporado a la Universidad hasta 1947, año en que esta última y el Obispado de Valparaíso firmaron un convenio con la Congregación de los Sagrados Corazones. Se creó, en la Universidad, la Facultad de Ciencias Jurídicas y Sociales (hoy Facultad de Derecho), de la que fue Decano hasta su fallecimiento el profesor don Enrique Wiegand Frödden.
En 1953, la Escuela -junto a las escuelas de derecho de la Universidad de Concepción y de la Universidad Católica de Chile- obtuvo la facultad de otorgar por sí misma el grado de Licenciado en Ciencias Jurídicas y Sociales (que habilita para recibir de parte de la Corte Suprema el título de abogado), que antes recaía de manera exclusiva en la Facultad de Derecho de la Universidad de Chile.
En 1960 se modificó el convenio de 1947 con el objeto de complementar la integración a la Universidad, conservando, como homenaje, el nombre "Escuela de Derecho de los Sagrados Corazones".
En 1967 los alumnos de la Escuela de Derecho, junto con los de la Escuela de Arquitectura y Diseño, lideraron la reforma universitaria, que se propagaría al resto de las universidades del país.
En lo que respecta a la docencia, esta se desarrolló, en su primera etapa, principalmente por abogados del foro. Desde fines de la década de los sesenta y principios de los setenta se promovieron becas para que los profesores perfeccionaran sus estudios en el extranjero, en áreas relevantes como el Derecho Civil, el Derecho Romano, Teoría y Filosofía del Derecho, Derecho Procesal y Derecho Administrativo. En la década de los ochenta la Escuela vio recompensados sus esfuerzos y enriquecida su actividad con el regreso de los académicos becados.
La política se replicó durante la década de los noventa: anticipándose al recambio generacional, se apoyó a jóvenes profesores para continuar sus estudios en el extranjero -principalmente en España y Alemania-, lo que permitió que desde fines de esa década y principios de 2000 se incorporaran nuevos profesores con los grados de Doctor y Magíster, dando claras muestras de continuidad en el perfeccionamiento docente.
Desde 2001 se imparten programas de postgrado. Ese año comenzó el Programa de Magíster, mientras que en 2002 y 2003 se desarrollaron diplomados en diversas áreas del derecho. En 2004 empezó a impartirse el Programa de Doctorado y al año siguiente el Programa de Magíster en Derecho Penal y en Ciencias Penales.
En 2004 la Escuela inició el proceso de acreditación ante la Comisión Nacional de Acreditación de Pregrado, obteniéndola por un plazo de cinco años, que luego renovó por seis años hasta 2018, alcanzando el tramo máximo de acreditación que entrega la agencia Qualitas.

## Investigación
La Facultad y la Escuela de Derecho PUCV tienen como una de sus principales áreas de trabajo la investigación jurídica. La solidez de esta capacidad investigativa queda refrendada en el hecho que la Escuela es la institución que más proyectos en el área de las ciencias jurídicas se ha adjudicado en los concursos de investigación del Fondo Nacional de Desarrollo Científico y Tecnológico (Fondecyt), desde su creación en 1982. Además, los profesores realizan investigaciones apoyadas por otras instituciones públicas y privadas nacionales y extranjeras o por la propia PUCV, y en cooperación académica con representantes de otras prestigiosas universidades chilenas y del exterior.

### Centros de estudio relacionados

#### Centro de Estudios y Asistencia Legislativa (CEAL)
La misión del CEAL es la realización de estudios e investigaciones, la capacitación, el perfeccionamiento y la asesoría en el ámbito de la gestión y las políticas públicas.
Nació en virtud de un convenio entre la Pontificia Universidad Católica de Valparaíso y la Universidad Estatal de Nueva York, el 16 de agosto de 1989. Su origen se relaciona estrechamente con la necesidad de apoyar la reapertura del Congreso Nacional de Chile en Valparaíso. Desde su creación su quehacer se ha ampliado, colaborando con distintos órganos del Estado.

#### Centro de EstudiosIus Novum(CEIN)
Es una iniciativa de la comunidad estudiantil que surgió con el propósito de constituir un espacio para el desarrollo de iniciativas de investigación por parte del alumnado acerca de las diversas ramas de las Ciencias Jurídicas. Lo anterior se concreta en dos importantes actividades: la publicación, desde 2008, de la Revista de Estudios Ius Novum, una edición anual de carácter científico que recopila artículos inéditos sobre temas y actualidad jurídica, elaborados en su totalidad por alumnos y egresados de las diversas escuelas de Derecho del país; y el Concurso de Memorias.

#### Observatorio Jurídico del Departamento de Derecho de la Empresa
Creado en 2014 a iniciativa de los profesores de la cátedra de Derecho Económico, su objetivo es generar un contexto virtual de publicaciones en donde profesores y alumnos puedan publicar en formato digital sus trabajos vinculados al área de las actividades empresariales y económicas, produciendo una circulación constante de conocimientos y construyendo un nuevo mecanismo de recopilación de fuentes.

### Publicaciones
La Escuela publica las siguientes revistas:
- Revista de Estudios Histórico-Jurídicos, creada en 1976 y de publicación anual.[12]
- Revista de Derecho, fundada en 1977 y de publicación semestral.[12]

## Biblioteca
La Biblioteca Enrique Wiegand Frödden nació en 1894, al amparo del Curso de Leyes de los Sagrados Corazones de Valparaíso. La Escuela cuenta con una de las más completas y actualizadas bibliotecas temáticas del país.
Las instalaciones, que se encuentran en el segundo piso de la Casa Central, fueron ampliadas y remodeladas en 2012. Con ello sumó a su capacidad una importante cantidad de metros cuadrados de repositorio de libros y de sala de lectura.
Entre sus recursos se cuentan:
- Más de 36 mil libros.
- Una de las colecciones más completas de obras de derecho romano en América Latina.
- Más de 400 títulos de publicaciones periódicas nacionales y extranjeras.
- Más de 8 mil memorias de grado.
- La colección completa del Diario Oficial.
- Catálogos en línea con la información de todas las bibliotecas de la PUCV.
- Acceso a internet inalámbrico.
- Acceso en línea a legislación, jurisprudencia y doctrina de empresas del mercado editorial del derecho como Legal Publishing, PuntoLex y Lirs.
- Acceso preferencial a empresas proveedoras de bases de datos a nivel internacional como Scopus y Web of Science.
- Acceso directo a los textos completos de bases de datos especializadas en derecho a nivel internacional, como JSTOR y HeinOnline.

La biblioteca atiende de lunes a sábado, con preferencia para los alumnos de pre y postgrado de la Facultad-Escuela de Derecho de la Pontificia Universidad Católica de Valparaíso.

## Centro de Estudiantes
El Centro de Estudiantes de Derecho (CED) de la Pontificia Universidad Católica de Valparaíso es una entidad formada por todos los miembros de la comunidad estudiantil, quienes están representados por la Mesa Directiva del Centro de Estudiantes. Los integrantes de la Mesa Directiva son elegidos directamente por sus pares, mediante sufragio universal, y duran un año en sus cargos.
Son también órganos del Centro de Estudiantes el Consejo de Delegados, la Asamblea General de Estudiantes, el Tribunal Calificador de Elecciones y el Congreso de Estudiantes.
La Mesa Directiva desarrolla variados proyectos, tales como encuentros académicos, campañas de acción social, actividades culturales -destacando el Festival Vox Populi y la Semana de la Cultura-, competencias deportivas -como la Lex Cup y la Ius Cup, de fútbol-, proyectos de mejoramiento del régimen académico, tutorías a los alumnos de primer año, ayudas de bienestar para sus miembros y actividades recreativas como la Semana Novata y la celebración de las Fiestas Patrias, entre otras.

### Presidentes
Este es un listado incompleto confeccionado por el propio CED actualizado a 2024. Entre 1973 y 1983 los presidentes eran designados. También se sabe que ocuparon el cargo Eduardo Vio Grossi y Edmundo Vargas. [cita requerida]
| Período   | Presidente          |
| --------- | ------------------- |
| 1983-1984 | Adil Brkovic        |
| 1987-1988 | Eduardo Aldunate    |
| 1988-1989 | Francisco Vicencio  |
| 1989-1990 | Juan Pablo Severín  |
| 1990-1991 | Jorge Bermúdez Soto |
| 1991-1992 | Roberto Muñoz       |
| 1992-1993 | Jaime Salas         |
| 1993-1994 | Carlos Barahona     |
| 1994-1995 | Pablo Gómez         |
| 1995-1996 | Juan Castillo       |
| 1996-1997 | Juan Castillo       |
| 1997-1998 | John Godoy          |
| 1998-1999 | Cristian Roco       |
| 1999-2000 | John Parada         |
| 2000-2001 | Alexis Poblete      |
| 2001-2002 | Gianni Ferelli      |

| Período   | Presidente             |
| --------- | ---------------------- |
| 2002-2003 | Víctor Fernández       |
| 2003-2004 | Esteban Elórtegui      |
| 2004-2005 | Víctor Figueroa        |
| 2005-2006 | Víctor Figueroa        |
| 2006-2007 | Leonardo Contreras     |
| 2007-2008 | Pedro Miranda          |
| 2008-2009 | Pedro Pablo Rossi      |
| 2009-2010 | Mario Fuentes Romero   |
| 2010-2011 | Elizabeth Astudillo    |
| 2011-2012 | Xavier Palominos       |
| 2012-2013 | Pablo Piñones          |
| 2013-2014 | Carlos Bobadilla       |
| 2014-2015 | Sebastián Basaure      |
| 2015-2016 | Nicolás Venegas        |
| 2016-2017 | Katherine Porras       |
| 2017-2018 | Joaquín Fernández*     |
| 2018      | Vanessa Vergara*       |
| 2018-2019 | Sofía Argo             |
| 2019-2020 | José Manuel Valdivieso |
| 2020-2021 | Monserrat Vásquez      |
| 2021-2022 | Eva Rivera             |
| 2022-2023 | Savka Lahtan           |
| 2023-2024 | Boris Sáez             |
| 2024-2025 | Mesa Interina*         |
| 2025      | Daniel Cid             |

- El año 2018 el presidente electo renunció al cargo, dando pie a la sucesión acorde a los estatutos vigentes en aquel momento.
- En el año 2024, al no alcanzarse el quórum necesario para una elección vinculante, se constituye una Mesa Interina, la cual la integran las siguientes personas: Horacio Korol, Sofía Sandoval, Fernanda Cruz, Fernando López y Camilo Arancibia .